# Space Station Silicon Valley
Space Station Silicon Valley — видеоигра в жанре платформер, разработанная DMA Design, и издана Take-Two Interactive. Сперва была выпущена для  Nintendo 64 в октябре 1998. Адаптацией игры для Game Boy Color занималась компания Tarantula Studios и выпустила порт в 1999. Порт на PlayStation One был разработан компанией Runecraft, и выпустили игру в 2000 году, под названием Evo's Space Adventures исключительно для Европы. 
Игрок контролирует Эво (Evo), роботом, который является микрочипом, который может встраиваться в других животных, чтобы завладеть их разумом для решения загадок и уничтожения врагов. Игра была хорошо встречена критиками, но провалилась по продаже.

## Геймплей
Space Station Silicon Valley это платформер от третьего лица. Чтобы выжить, игроки нападают на животных, получая их способности для решения загадок и уничтожения врагов. Каждое животное имеет свои характеристики, включая способность к выживанию и особые атаки и способности; например, огромные животные, как медвежи, способны разрушать глыбы льда, некоторые животные не могут приспособиться к окружающей среде, вынуждая игрока внедриться в другое животное. Животные решают головоломки и нападают на других, для того, чтобы восполнить энергию главному герою Эво (Evo).

## Сюжет
В 2001 году была запущена космическая станция "Силиконовая долина" ("Silicon Valley"), в которой находились многочисленные животные. Через семь минут после запуска она исчезла. Считается, что она исчезла навсегда, она вновь появляется в 3000 году, и многие экспедиции, направленные на поиски космической станции, пропали без вести. После этого дуэт Дэн Дэнджер и Эво были отправлены для расследования; они обнаружили, что груз животных эволюционировал и слился с коспической станцией, в результате чего появились такие животные, как с электронным питанием или с моторизованными колесами. Эво отправляется на ремонт станции управления, которая находится на пути столкновения с Землей. По прибытии в диспетчерскую, Эво противостоит Злому Мозгу, который очарован способностями Эво и хочет, чтобы он завершил сбор животных-роботов. Злой мозг угрожает уничтожить Землю, но Эво его быстро побеждает. Несмотря на это, Эво не может остановить выход космической станции из-под контроля; он сталкивается с Землей, приземляясь в Нью-Йорк Харбор. Роботизированные животные убегают вокруг Нью-Йорка, и Эво собирается уничтожить их, прежде чем они терроризируют планету.

## Оценки
| Сводный рейтинг    | Сводный рейтинг |
| Агрегатор          | Оценка          |
| ------------------ | --------------- |
| GameRankings       | 84,88 %         |
| Metacritic         | 83/100          |
| Иноязычные издания |                 |
| Издание            | Оценка          |
| Game Informer      | 6,5/10          |
| GameRevolution     | B+              |
| GameSpot           | 7,1/10          |
| IGN                | 9,5/10          |
| Next Generation    | [ 7 ]           |

Во время релиза, Space Station Silicon Valley была встречена критиками тепло, хвалили игру за интуитивно понятную механику, инновационный дизайн уровней, и юмор. Игра выиграла множество наград, включая Game of the Month и Most Innovative Game от IGN. Несмотря на успех, продажи были невелики, и возможное продолжение игры не состоялось.